# Bruce Carradine
Bruce Carradine (Los Angeles, 10 aprile 1933 – Beverly Hills, 8 novembre 2016) è stato un attore statunitense.
È un membro della Famiglia Carradine figlio di Ardanell McCool Cosner di primo letto e adottato da John Carradine, è pertanto il fratello di David (il cui padre biologico è però John Carradine), fratellastro di Robert, e Keith.
Appare anche in due episodi della serie TV Kung Fu con il fratello David come protagonista nella seconda metà degli anni settanta, e in due film degli anni ottanta.